# Tipu Sultan
Sułtan Tipu, znany też jako Tygrys Majsur (ur. 20 listopada 1750 w Devanahalli, zm. 4 maja 1799 w Srirangapatna) – pierwszy syn Haidera Alego z drugą żoną, Fatimą (Fakr un-nissa). Po śmierci ojca w 1782 rządził królestwem Majsuru, do końca życia. Tipu był wykształconym i religijnym człowiekiem oraz zdolnym żołnierzem. Uważany był też za dobrego poetę i znakomitego językoznawcę. Na prośbę Francuzów zbudował pierwszy kościół w Mysuru. Razem z ojcem pokonał wojska brytyjskie w drugiej wojnie majsurskiej oraz wynegocjował z nimi traktat. Został jednak pokonany w trzeciej i w czwartej wojnie majsurskiej przez połączone siły Wielkiej Brytanii i sąsiadów Majsuru. Sułtan Tipu zginął podczas obrony swojej stolicy Srirangapatna 4 maja 1799.